# Astroclita longicostata
Astroclita longicostata is een zeepokkensoort uit de familie van de Tetraclitidae. De wetenschappelijke naam van de soort is voor het eerst geldig gepubliceerd in 1979 door Ren & Liu.